# Ethmostigmus trigonopodus
Ethmostigmus trigonopodus ist ein Riesenläufer und somit ein Hundertfüßer aus der Familie der Scolopendridae. Die Art zählt wie alle der Ordnung zu den größeren Hundertfüßern und ist überdies die einzige der Gattung Ethmostigmus, die auch in Afrika vorkommt. Ansonsten existieren Nachweise von Ethmostigmus trigonopodus aus Nepal und aus der Türkei.
Die Art trägt im englischen Sprachraum den Trivialnamen Blue-legged Centipede (übersetzt „Blaubeiniger Hundertfüßer“), was allerdings insofern irreführend ist, da der Körper von Ethmostigmus trigonopodus mitsamt der Beine sehr variabel gefärbt sein kann.

## Merkmale

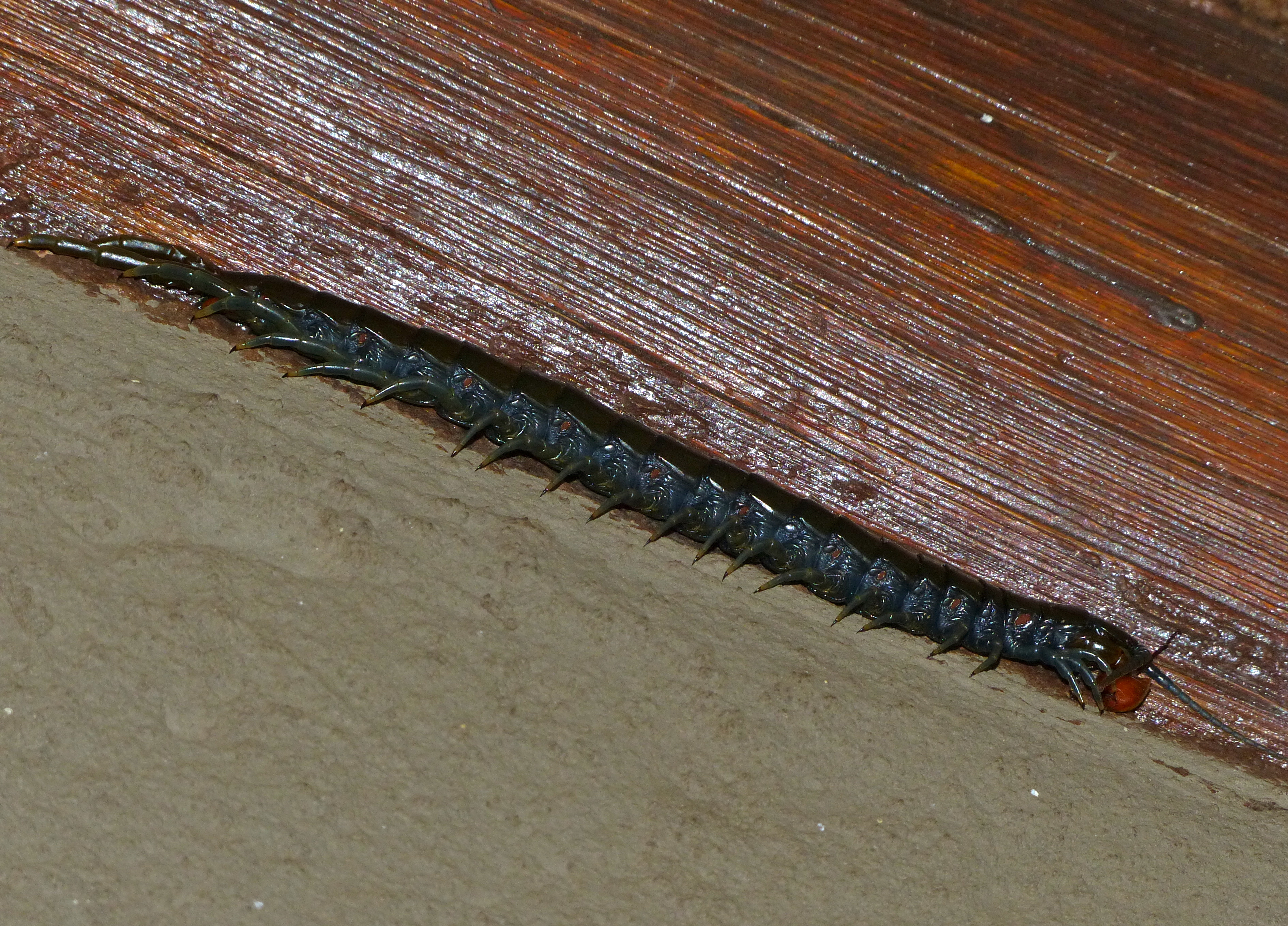
Lateralansicht von Ethmostigmus trigonopodus, hier mit Beute.

Ethmostigmus trigonopodus erreicht eine maximale Körperlänge von 175 Millimetern. Die Art ist insgesamt ein großer und kräftiger Vertreter der Hundertfüßer. Beispiele für verschiedene Farbvariationen sind braune Individuen mit gelben Beinen oder graubraune mit blau getigerten Beinen. Wie alle Vertreter der Gattung Ethmostigmus besitzt auch Ethmostigmus trigonopodus 21 Beinpaare.
Die Kopfplatte von Ethmostigmus trigonopodus ist manchmal an den hinteren Rändern mit rudimentären "Basalplatten" (basal = an der Basis liegend) versehen. Die zweiten Maxillen (zweite Mundwerkzeuge) haben je zwei gut entwickelte und übereinander angelegte Stacheln an den Prätarsi (vorliegende Beinschienen). Von diesen ist der obere gelegentlich viel dünner als der untere. Die Maxillipeden (Giftklauen) verfügen auf jeder Zahnplatte über vier Zähne, von denen zwei mittlere einer gemeinsamen Basis entspringen.
Vom zweiten bis zum 20. Sternum (Brustplatte) befinden sich klare und fast vollständig paramediane (vorgelegt zentrale) Sulci (Furchen). Die Coxopleura, weiche Flankenhäute, aus denen die Coxen (Hüftglieder) entspringen, tragen am Hinterende je einen Fortsatz, der ungefähr so lang wie das 21. Sternum ist. Außerdem weist dieser Fortsatz zwei apikale (an der Spitze gelegene) Stacheln normaler Größe, einen vergrößerten ventrolateralen (unterhalb seitlichen) Stachel sowie einen bis drei weitere Stacheln am dorsomedianen (oberhalb zentralen) und bogenförmigen Rand der Coxopleura auf.

## Vorkommen

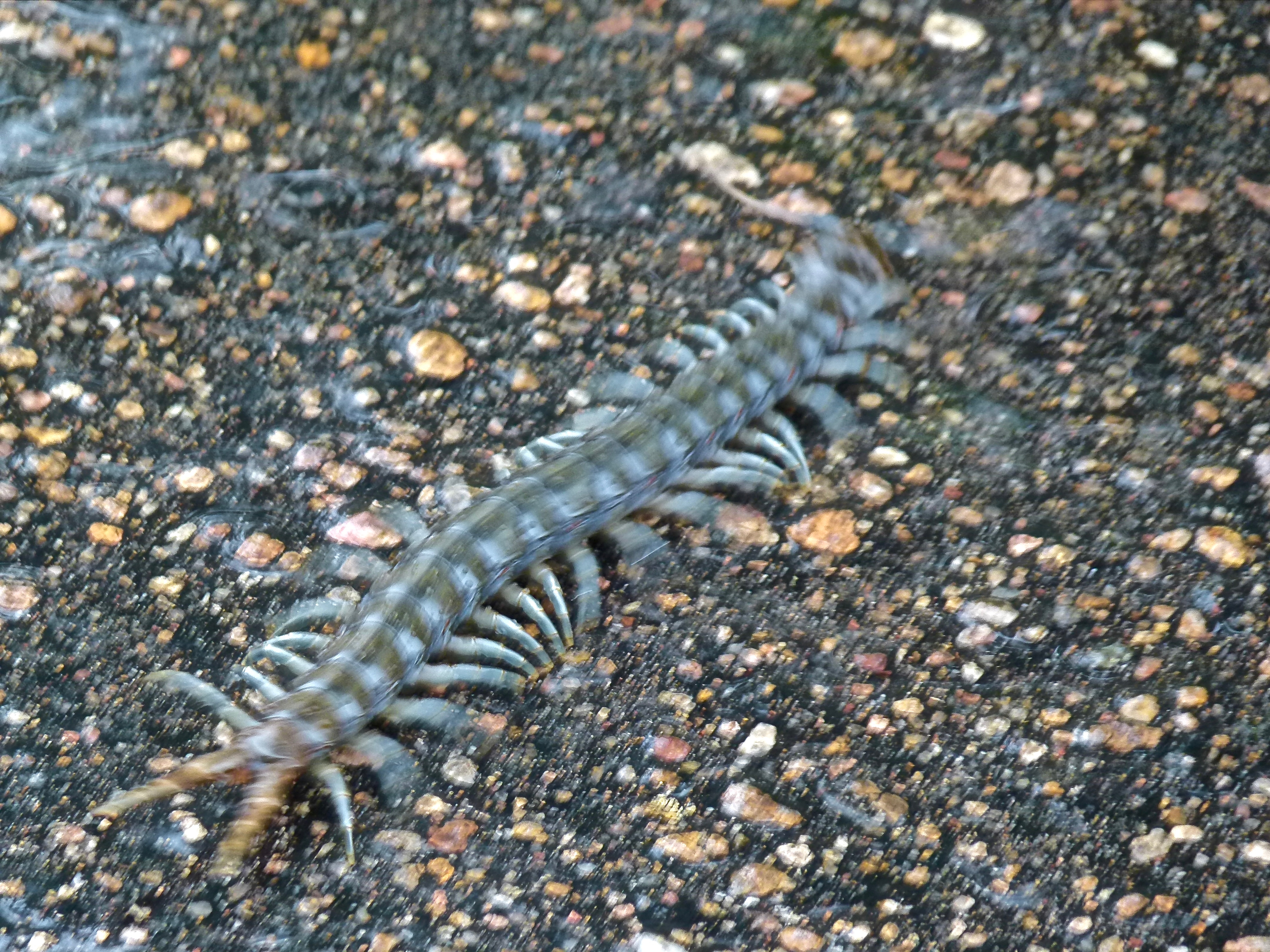
Ethmostigmus trigonopodus im Kruger-Nationalpark in Südafrika

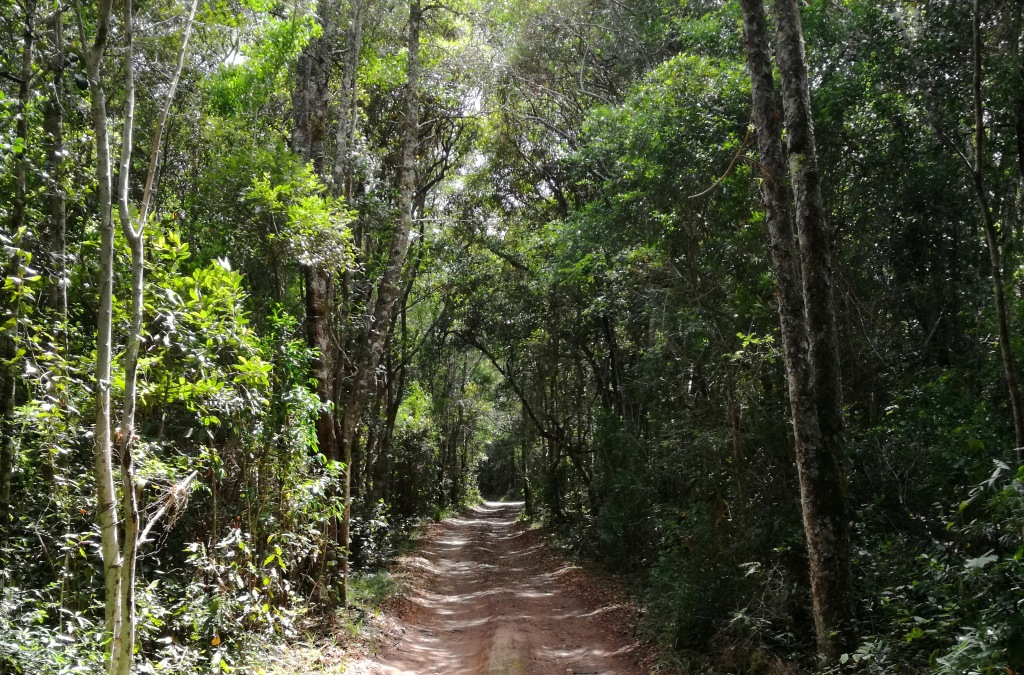
Ethmostigmus trigonopodus bewohnt etwa afromontane Feuchtwälder wie diesen im Tsitsikamma-Nationalpark in Südafrika

Das Verbreitungsgebiet von Ethmostigmus trigonopodus erstreckt sich auf dem afrikanischen Kontinent großflächig von Algerien über Äthiopien bis nach Südafrika mit Ausnahme westlicher und südlicher Provinzen. Außerdem kommt die Art auf dem Sansibar-Archipel, den Vitu-Inseln und auf Bioko vor. Daneben sind auch Funde von Ethmostigmus trigonopodus aus der türkischen Stadt Akşehir (Provinz Konya) sowie im Nationalpark Annapurna im Westen Nepals bekannt.
Damit ist Ethmostigmus trigonopodus die einzige Art der vornehmlich in Asien vertretenen Gattung Ethmostigmus, die auch in Afrika vertreten ist. Bevorzugte Habitate (Lebensräume) von Ethmostigmus trigonopodus sind klimatisch gemäßigte Wälder und Feuchtwälder.

## Lebensweise

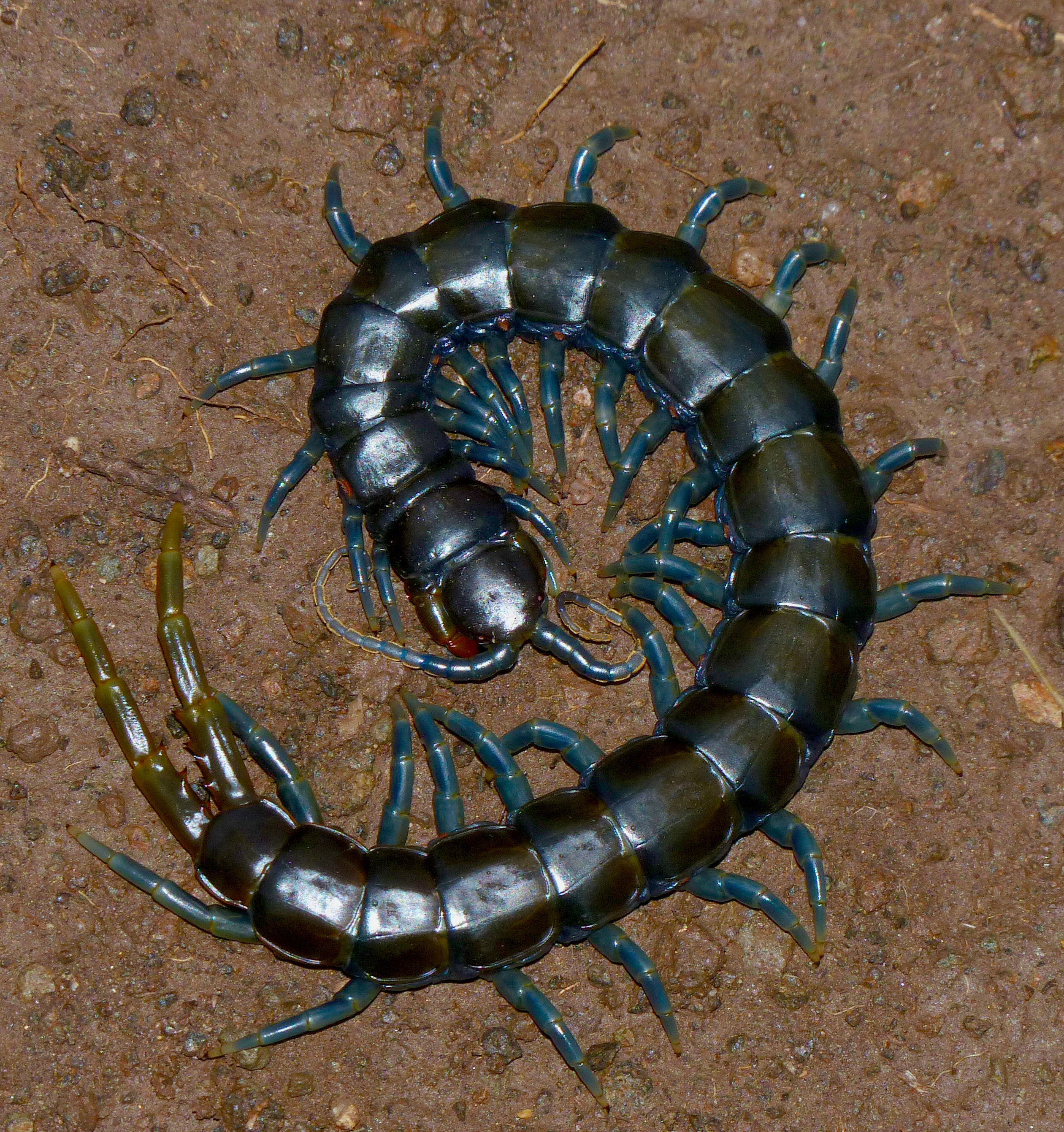
Ethmostigmus trigonopodus außerhalb seines Verstecks

Die Lebensweise von Ethmostigmus trigonopodus entspricht anderer Hundertfüßer und somit ist auch die Art vornehmlich nachtaktiv, während sie sich tagsüber nicht selten in selbst gegrabenen Röhren oder unter Bodenstreu oder der Vegetation verbringt. Im Gegensatz zu vielen anderen Vertretern dieser Klasse zeigt sich Ethmostigmus trigonopodus jedoch auch gelegentlich am Tag.

### Jagdverhalten und Beutespektrum

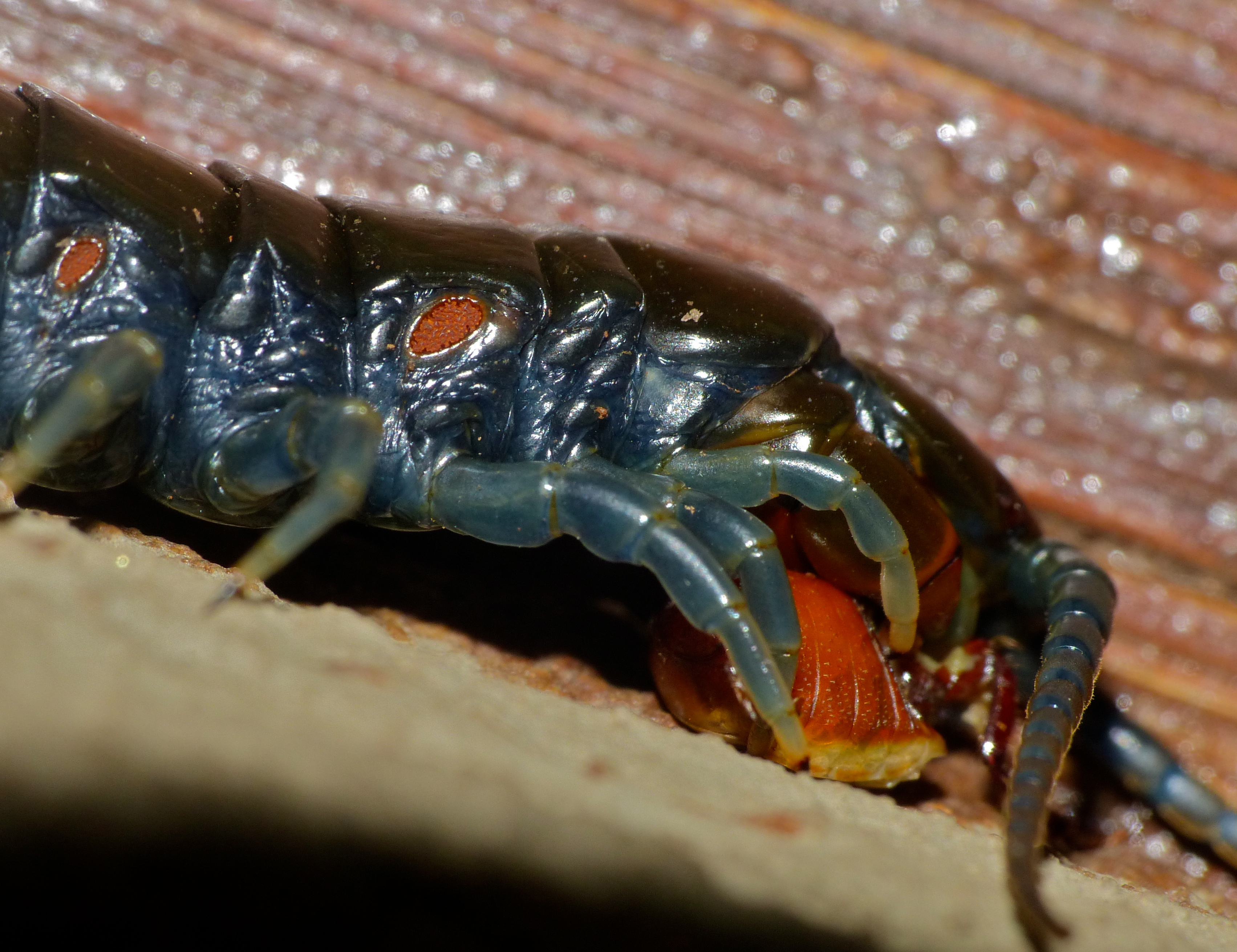
Detailansicht von Ethmostigmus trigonopodus mit Beute

Wie alle Hundertfüßer ernährt sich auch Ethmostigmus trigonopodus räuberisch und das Jagdverhalten der Art entspricht ebenfalls dem anderer Arten dieser Klasse, womit Ethmostigmus trigonopodus sowohl über eine aktive als auch über eine passive Jagdmethode verfügt. Bei der aktiven Hetzjagd sucht der Hundertfüßer großflächig ein Areal nach Beuteobjekten, die er mithilfe seiner Fühler registriert. Dabei richtet er sich wie für größere Hundertfüßer üblich mit dem vorderen Körperdrittel auf, um einen größeren Suchradius abzudecken.
Bei der passiven Lauerjagd wartet Ethmostigmus trigonopodus bei Bedarf über mehrere Stunden verdeckt und wartet so auf Beutetiere. Dabei ragen lediglich die Fühler des Jägers aus seinem Versteck hervor. Gerät ein Beutetier in Reichweite und wird es von dem Hundertfüßer wahrgenommen, schnellt dieser aus seinem Verlies hervor und überwältigt das Beuteobjekt sturzartig. Bei beiden Jagdvarianten geschieht der Zugriff mithilfe eines durch die Maxillipeden verabreichten Giftbisses sowie einem Umschließen des Beutetiers mithilfe der Beine.
Ethmostigmus trigonopodus ist ein opportunistischer Jäger und besitzt ein großes Beutespektrum bestehend aus anderen Wirbellosen, vorzugsweise Insekten, Spinnen und Würmern. In Gefangenschaft wurde überdies der erfolgreiche Fang von verschiedenen Heuschrecken, darunter Heimchen (Acheta domesticus) oder anderen Echten Grillen genauso wie Wanderheuschrecken belegt. Gleiches gilt für die Larven von Käfern.

### Abwehrverhalten und Verteidigung
Ethmostigmus trigonopodus verfügt wie alle Hundertfüßer sowohl über zahlreiche passive als auch aktive Abwehrmethoden zum Schutz gegen Prädatoren (Fressfeinde). Erste Schutzmechanismen sind die für Hundertfüßer typische versteckte Lebensweise oder ein Eingraben in den Untergrund sowie die Färbung, die auch als Tarnung an den Untergrund dient. Darüber hinaus kann Ethmostigmus trigonopodus bei Störungen ebenfalls die für Vertreter der Klasse typische Drohhaltung zeigen, bei der die Hinterbeine erhoben werden. Darüber hinaus kann die Art sich auch mittels einem durch die Maxillipeden verabreichten Giftbiss zur Wehr setzen. Der Biss von Ethmostigmus trigonopodus gilt wie bei allen größeren Hundertfüßern auch beim Menschen als schmerzhaft. Das Gift der Art ist jedoch wie bei vielen anderen Hundertfüßern unerforscht, scheint jedoch weniger potent auf den Menschen als das anderer Hundertfüßer, etwa Scolopendra subspinipes zu wirken.

### Lebenszyklus
Auch der Lebenszyklus von Ethmostigmus trigonopodus ist mit dem anderer Hundertfüßer identisch und gliedert sich in mehrere Phasen.

#### Paarung
Die eigentliche Paarung kann bis zu 14 Stunden andauern und beginnt mit der Kontaktaufnahme, bei der das Weibchen und das Männchen einen Kreis bilden und sich gegenseitig mit den Fühlern sowie den Endbeinen betrillern. Anschließend hebt das Männchen die hinteren Körpersegmente und kriecht unter das Weibchen, bis dessen Kopf mit den Endbeinen des Männchens in Berührung kommt.
Das Männchen legt nun das für Hundertfüßer übliche Spermanetz mithilfe seiner Spinngriffel entweder in einem Unterschlupf oder einem unterirdischen Gang an. Dabei verbleibt das Weibchen in der Nähe des Männchens, dies nicht selten mit Fühlerkontakt. Unmittelbar nach Abschluss der Anfertigung des Spermanetzes legt das Männchen seine Spermatophoren (Spermienhaufen) ab.
Nun kommt das Männchen wieder langsam aus dem Unterschlupf empor und behält den Fühlerkontakt zum Weibchen bei. Außerdem leitet es das Weibchen mit dessen Körperende voran zu den Spermatophoren. Sobald das Weibchen mit dem Spermanetz in Berührung gerät, stülpt dieses seine Genitalorgane aus und heftet die Spermatophoren daran an. Diese gelangen dann in die Geschlechtsöffnung des Weibchens und befruchten dessen Eizellen. Wie bei anderen Arten der Gattung Ethmostigmus kann das Sperma bei E. trigonopodus auch direkt vom Männchen zum Weibchen übertragen werden. Auch nach der Übertragung verbleibt das Männchen beim Weibchen und hält den Kontakt zu diesen mithilfe seiner Antennen bei, was verhindern soll, dass das Weibchen die Spermatophoren auffrisst.

#### Eiablage und Inkubation
Das nun befruchtete Weibchen kann wie bei Hundertfüßern üblich das übertragene Sperma sehr lange speichern. Die Dauer zur Eiablage wird durch Faktoren wie Gesundheitszustand, Nahrungsangebot und Witterungen beeinflusst. Für die Ablage zieht sich das Weibchen dann in eine selbst angelegte und unterirdische oder unter Steinen, Wurzeln o. Ä. angelegte Brutkammer zurück.
Die Eier werden wie bei allen Arten dieser Klasse vom Weibchen bewacht, indem es diese mit einigen der Beine festhält. Außerdem werden die Eier regelmäßig gereinigt und befeuchtet sowie mit speziellen Drüsen ausgeschiedenen Wehrsekreten überdeckt, die die Eier vor Pilz- und Bakterienbefall schützen. Die gesamte Inkubation bis zum Schlupf dauert etwa drei Wochen.

#### Heranwachsen und Lebenserwartung
Aus den Eiern schlüpfen nach erfolgreicher Inkubation zuerst die bereits voll entwickelten sog. Protonymphen, die wie bei Gliederfüßern üblich über mehrere Häutungen heranwachsen. Die im ersten Larvenstadium befindlichen Protonymphen sind in dem Zustand beweg- und farblos und vollführen noch keine Nahrungsaufnahme. Erstgenannter Faktor ändert sich mit der etwa eine weitere bis zwei Wochen folgenden ersten Häutung, nach der die Jungtiere, die nach wie vor von ihrer Mutter in den Beinen gehalten werden. Nach dem Verstreichen weiterer 47 bis 50 Tage nach dem Schlupf erfolgt die Häutung in das dritte Larvenstadium, in der die Jungtiere bereits die arttypische Färbung und widmen sich erstmals der Nahrungsaufnahme. Sie beginnen sich außerdem frei zu bewegen, verbleiben aber in der Nähe des Muttertieres, das noch für wenige Tage in der Brutkammer verweilt. Dann verlässt es diese und nimmt nach gut zwei Monaten erstmals wieder Nahrung zu sich. Die Jungtiere verbleiben noch knapp für eine Woche in kleineren Verbänden, ehe sie sich trennen.
Die Dauer des Heranwachsens beträgt etwa zwei bis drei Jahre. In dieser Zeit durchlaufen die Jungtiere acht Larvenstadien bis zum erlangen des Adultstadiums, wobei sich die Geschlechtsorgane bereits ab dem siebten Stadium bilden. Wie für größere Hundertfüßer üblich kann Ethmostigmus trigonopodus über 10 Jahre alt werden.

## Terraristik
|  | Die Angaben zur Giftigkeit von Bissen für Personen sind in der Literatur widersprüchlich und reichen von "harmlos" bis "für Kinder oft tödlich". Der Umgang mit diesen Tieren erfordert also größte Vorsicht. Bisse sind auf jeden Fall zu vermeiden! |

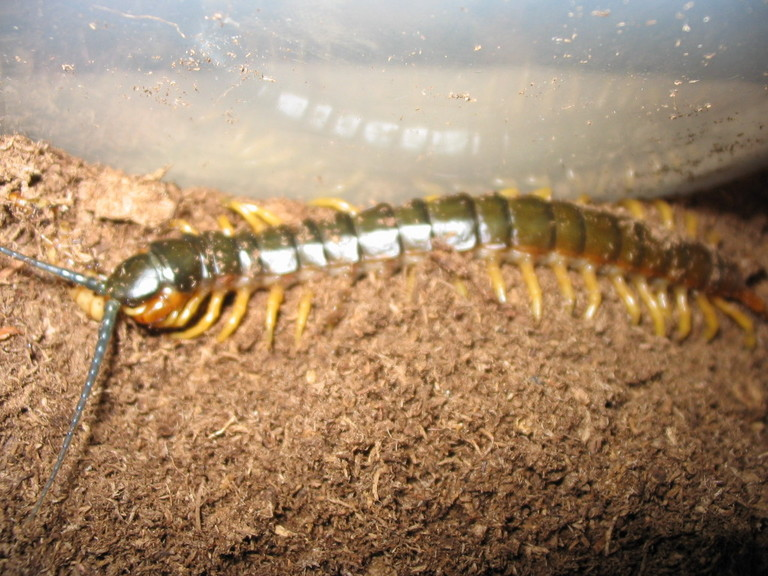
Als Terrarientier gehaltenes Exemplar von Ethmostigmus trigonopodus beim Verzehr einer Echten Grille

Ethmostigmus trigonopodus zählt zu den häufiger im Bereich der Terraristik gehaltenen Hundertfüßern, was mitunter durch sein imposantes Erscheinungsbild zu erklären wäre. Außerdem ist die robuste Art vergleichsweise pflegeleicht und kann sowohl bei vergleichsweise geringerer Trockenheit als auch höheren Temperaturen gehalten werden. Wichtige Voraussetzungen für eine erfolgreiche Haltung von Ethmostigmus trigonopodus sind neben der Simulation von Luftfeuchtigkeit und Wärme des natürlichen Verbreitungsgebiets der Art ein entsprechend großes und geeignetes Behältnis (etwa ein Terrarium) je Exemplar und ein ausreichend tiefer und grabfähiger Untergrund, der die versteckte Lebensweise ermöglicht. Positiv ist bei der Haltung der Art jedoch hervorzuheben, dass diese verglichen mit anderen Hundertfüßern auch am Tag regelmäßig sichtbar ist.
Im Handel existieren von Ethmogstigmus trigonopodus sowohl Wildfänge als auch Nachzuchten, da sich die Verpaarung der Art in Gefangenschaft vergleichsweise einfach gestaltet.

## Bedrohung und Schutz
Über mögliche Bedrohungen von Ethmostigmus trigonopodus existieren keine Angaben, da die Bestände der Art von der IUCN nicht gewertet werden. Demzufolge unterliegt Ethmostigmus trigonopodus auch keinem Schutzstatus.

## Systematik
Die Systematik befasst sich im Bereich der Biologie sowohl mit der taxonomischen (systematischen) Einteilung als auch mit der Biologie und mit der Nomenklatur (Disziplin der wissenschaftlichen Benennung) von Lebewesen und damit auch der von Ethmostigmus trigonopodus.

### Beschreibungsgeschichte und Synonyme
Ethmostigmus trigonopodus wurde bei der Erstbeschreibung 1817 vom Autor William Elford Leach zuerst in die Gattung Scolopendra unter der Bezeichnung S. trigonopoda eingeordnet und beschrieben. Anschließend erhielt die Art von verschiedenen Autoren weitere Bezeichnungen, die heute als Synonyme gelten. Unter Karl Kraepelin erfuhr die Art 1903 eine Umstellung in die Gattung Ethmostigmus und erhielt dabei auch die noch heute gängige Bezeichnung E. trigonopodus.
Folgende Bezeichnungen gelten heute als Synonyme von Ethmostigmus trigonopodus:
- Dacetum capense C. L. Koch, 1847
- Heterostoma newporti Lucas, 1858
- Scolopendra eydouxiana Gervais, 1838

Außerdem wurden einige Unterarten von Ethmostigmus trigonopodus 2004 unter Anatoly A. Schileyko und Verena Stagl synonymisiert und verloren somit ihren Artstatus. Diese sind:
- Ethmostigmus australianus stechowi Verhoeff, 1941
- Ethmostigmus trigonopodus trigonopodus Lewis, 2001

### Innere Systematik
Die phylogenetischen Stellung von Ethmostigmus trigonopodus zu den Arten Ethmostigmus agasthyamalaiensis, Ethmostigmus coonooranus, Ethmostigmus curtipes, Ethmostigmus praveeni, Ethmostigmus rubripes, Ethmostigmus sahyadrensis und Ethmostigmus tristis ist erforscht, wobei die Art selber mit keiner der anderen näher verwandt ist. Die innersystematische Stellung dieser Arten wird in folgendem Kladogramm verdeutlicht:
|  | \| \| Ethmostigmus sahyadrensis \| \| \| \| \| \| Ethmostigmus praveeni \| \| \| \| |
|  |                                                                                     |
|  | Ethmostigmus coonooranus                                                            |
|  |                                                                                     |
|  | Ethmostigmus sahyadrensis                                                           |
|  |                                                                                     |
|  | Ethmostigmus praveeni                                                               |
|  |                                                                                     |

|  | Ethmostigmus sahyadrensis |
|  |                           |
|  | Ethmostigmus praveeni     |
|  |                           |

|  | Ethmostigmus tristis            |
|  |                                 |
|  | Ethmostigmus agasthyamalaiensis |
|  |                                 |

|  | \| \| Ethmostigmus sahyadrensis \| \| \| \| \| \| Ethmostigmus praveeni \| \| \| \| |
|  |                                                                                     |
|  | Ethmostigmus coonooranus                                                            |
|  |                                                                                     |
|  | Ethmostigmus sahyadrensis                                                           |
|  |                                                                                     |
|  | Ethmostigmus praveeni                                                               |
|  |                                                                                     |

|  | Ethmostigmus sahyadrensis |
|  |                           |
|  | Ethmostigmus praveeni     |
|  |                           |

|  | Ethmostigmus tristis            |
|  |                                 |
|  | Ethmostigmus agasthyamalaiensis |
|  |                                 |

|  | Ethmostigmus curtipes |
|  |                       |
|  | Ethmostigmus rubripes |
|  |                       |

|  | \| \| Ethmostigmus sahyadrensis \| \| \| \| \| \| Ethmostigmus praveeni \| \| \| \| |
|  |                                                                                     |
|  | Ethmostigmus coonooranus                                                            |
|  |                                                                                     |
|  | Ethmostigmus sahyadrensis                                                           |
|  |                                                                                     |
|  | Ethmostigmus praveeni                                                               |
|  |                                                                                     |

|  | Ethmostigmus sahyadrensis |
|  |                           |
|  | Ethmostigmus praveeni     |
|  |                           |

|  | Ethmostigmus tristis            |
|  |                                 |
|  | Ethmostigmus agasthyamalaiensis |
|  |                                 |

|  | \| \| Ethmostigmus sahyadrensis \| \| \| \| \| \| Ethmostigmus praveeni \| \| \| \| |
|  |                                                                                     |
|  | Ethmostigmus coonooranus                                                            |
|  |                                                                                     |
|  | Ethmostigmus sahyadrensis                                                           |
|  |                                                                                     |
|  | Ethmostigmus praveeni                                                               |
|  |                                                                                     |

|  | Ethmostigmus sahyadrensis |
|  |                           |
|  | Ethmostigmus praveeni     |
|  |                           |

|  | Ethmostigmus tristis            |
|  |                                 |
|  | Ethmostigmus agasthyamalaiensis |
|  |                                 |

|  | Ethmostigmus curtipes |
|  |                       |
|  | Ethmostigmus rubripes |
|  |                       |